# Wayman Tisdale
Wayman Lawrence Tisdale (Fort Worth, 9 juni 1964 – Tulsa, 15 mei 2009) was een Amerikaans basketballer en jazzmuzikant. Hij won met het Amerikaans basketbalteam de gouden medaille op de Pan-Amerikaanse Spelen 1983 en de Olympische Zomerspelen 1984.
Tisdale speelde voor het team van de Universiteit van Arkansas, voordat hij in 1985 zijn NBA-debuut maakte bij de Indiana Pacers. In totaal speelde hij 12 seizoenen in de NBA. Tijdens de Olympische Spelen speelde hij 8 wedstrijden, inclusief de finale tegen Spanje. Gedurende deze wedstrijden scoorde hij 62 punten.
Na zijn carrière als speler werd hij jazzmuzikant. Hij maakte als bassist in totaal 8 albums. Hij stierf op 44-jarige leeftijd aan botkanker. In 2011 werd hij toegevoegd aan de Oklahoma Music Hall of Fame.

## Discografie
- Power Forward (Motown, 1995)
- In The Zone (Motown, 1996)
- Decisions (1998)
- Face to Face (2001)
- Presents 21 Days (2003)
- Hang Time (2004)
- Way Up! (2006)
- Rebound (2008)
- Fonk Record: Featuring Tiz & Fonkie Planetarians (2010)
- The Absolute Greatest Hits (2014)

- Gemeinsame Normdatei: 135224047
- International Standard Name Identifier: 0000 0000 7695 4901
- Library of Congress Control Number: no96050401
- MusicBrainz: 3bebd062-f91f-4215-a509-77e13bf59c95
- Virtual International Authority File: 80042722
- WorldCat: E39PBJqQwGvqJbkjXbc63jmjmd